# 龚智超
龚智超（1977年12月15日—），女，湖南安化人，中國退役羽毛球单打运动员，她是奧運會羽毛球女子单打金牌得主。

## 生平
龚智超曾获1996年丹麦羽毛球公开赛和亚洲锦标赛冠军，1997年瑞典公开赛和中国公开赛冠军，1998年日本公开赛女单冠军。她在1998年曼谷亞運會羽毛球女單決賽中，敗於日本运动员米倉加奈子，奪得女單銀牌。
2000年是龚智超事業的巔峰年，該年她連奪全英、大馬和日本三個羽毛球公開賽的女單冠軍，而在奧運會羽毛球女子單打賽事中，半决赛中队友叶钊颖让球使得她顺利进入决赛，决赛中她擊敗1999年世界羽毛球錦標賽冠軍-丹麥選手，奪得女單金牌。龚智超在2001年获得全英羽毛球公开赛女单冠军。2001年夺得全运会女单冠军后，龚智超于2002年退役。

## 主要比賽成績

### 奧運會和世錦賽參賽紀錄
|          | 1997 | 1999 | 2000 | 2001 |
| -------- | ---- | ---- | ---- | ---- |
| 女子單打 | 亞軍 | 16强 | 金牌 | 季軍 |